# Giovanni Polvani
Giovanni Polvani (Spoleto, 17 dicembre 1892 – Milano, 11 agosto 1970) è stato un fisico italiano.

## Biografia
Nato a Spoleto nel 1892, studente della Normale, Giovanni Polvani si è laureato in fisica nel 1917. Divenuto assistente del professor Luigi Puccianti all'Università di Pisa, viene successivamente incaricato del corso di Fisica superiore.
In quel periodo ebbe modo di conoscere il giovane Enrico Fermi, studente alla Normale.
Nel 1927 fu nominato docente all'Università di Bari.
Nel 1929, dopo la scomparsa di Aldo Pontremoli perito nella tragedia del
dirigibile Italia scomparso tra i ghiacci dell'Antartide nel maggio dell'anno precedente, lo sostituì nella cattedra di Fisica sperimentale all'Università degli Studi di Milano.
Dal 1947 e al 1961 fu presidente della Società italiana di fisica e in tale veste contribuì alla riorganizzazione della ricerca italiana dopo le vicende belliche
e, nel 1953, fondò la Scuola Internazionale di Fisica di Varenna nell'omonimo comune, in provincia di Lecco, successivamente intitolata ad Enrico Fermi, sede di periodici incontri tra scienziati affermati e giovani fisici.
Lo stesso Fermi, nell'estate del 1954, pochi mesi prima della sua scomparsa, vi tenne una lezione sulla fisica dei mesoni π.
Presidente del CNR dal 1960 al 1965, nel 1963 ne promosse la riforma che, aumentando il numero dei Comitati da sette ad undici, inserì nella ricerca pubblica le scienze umane.
Nel 1966 fu eletto Magnifico Rettore dell'ateneo milanese, carica che conservò sino al 1969.
I suoi studi hanno riguardato il magnetismo, la termodinamica, la teoria dei quanti e la storia della scienza.
Socio nazionale dell'Accademia Nazionale dei Lincei, Polvani morì, a settantasette anni, nel 1970 a Milano.
Al suo nome sono dedicate: una via del capoluogo lombardo, un piazzale nei pressi della stazione di Spoleto, una via della zona industriale di Elmas (città metropolitana di Cagliari), la biblioteca di Villa Monastero, sede della Scuola Internazionale di Fisica di Varenna, un'aula del Dipartimento di Fisica dell'Università degli Studi di Milano.
L'Archivio Polvani è conservato presso la Biblioteca di fisica dell'Università degli studi di Milano.

## Pubblicazioni (elenco parziale)
- La nuova teoria quantistica del gas ideale monoatomico e la legge di Avogadro, 1928?
- Storia delle ricerche sulla natura della luce, Roma, Istituto della Enciclopedia italiana, 1934.
- Antonio Pacinotti: la vita e l'opera, (a cura di G. Polvani),  2 voll., Pisa, V. Lischi e Figli, 1934.
- Il contributo italiano al progresso della fisica, negli ultimi cento anni, Estratto da: Un secolo di progresso scientifico italiano: 1839-1939, Roma, Società italiana per il progresso delle scienze, 1939.
- Lezioni di fisica sperimentale : Meccanica, Acustica, (raccolte e redatte da Carlo Salvetti), Milano, C. E. A., 1941.
- Alessandro Volta, Pisa, Domus galilaeana, 1942.
- Appunti delle lezioni di termodinamica del calore raggiante, Milano, Carlo Marzorati, 1950.
- Lezioni di fisica sperimentale : Meccanica, Teoria cinetica dei gas, Vibrazioni, (redatte da Carlo Salvetti), Milano : Ed. Viscontea, 1952.
- L'invenzione di Antonio Pacinotti, Milano, Tipografia E. Milli, 1963.